# Шудрик, Александр Михайлович
Алекса́ндр Миха́йлович Шу́дрик (укр. Олександр Михайлович Шудрик; род. 31 января 1954) — советский футболист и украинский тренер категории А УЕФА. Выступал на позиции защитника, мастер спорта СССР.

## Игровая карьера
Футболом начал заниматься в группе подготовки команды мастеров СКА и «Чкаловец» Новосибирск. Принимал участие в юношеских турнирах. Начинал играть на позиции нападающего, неоднократно становился лучшим бомбардиром. Был кандидатом в сборную РСФСР, но в её составе не играл. С 15 лет привлекался в команду мастеров «Дзержинец» (Новосибирск), которая выступала во второй союзной лиге. Воинскую службу проходил в команде СКА (Чита) во второй лиге. Отслужив, остался в Чите играть за местный «Локомотив». Далее два сезона провёл в иркутской «Звезде», которую тренировал Юрий Зубков. Этот специалист перевёл Шудрика из нападения в защиту.
В 1980 по приглашению Анатолия Заяева перешёл в «Таврию». В Симферополе играл уже на позиции крайнего защитника. В этом сезоне «таврийцы» выиграли чемпионат первой лиги и впервые в своей истории вышли в высший дивизион советского чемпионата. В высшей лиге сыграл 3 матча.
Со следующего года карьера футболиста пошла на спад. Два года он провёл в Керчи, играя за «Океан», затем по году играл за «Таврию», «Локомотив» (Чита), «Атлантику» (Севастополь) и перешёл на тренерскую работу.

## Тренерская карьера
Тренерскую карьеру начинал в симферопольской команде «Метеор», которая выступала в первенстве Крыма. В этой команде выступали выпускники футбольной школы «Таврии», не прошедшие после выпуска в её состав. В «Метеоре» под руководством Шудрика играли Андрей Тарахтий, Сергей Леженцев, Игорь Портнов и другие.
После четырёх сезонов в Симферополе, тренер несколько лет проработал в России в «Агане» из города Радужный. В этой командой в первом же сезоне выиграл соревнования среди коллективов физкультуры и завоевал право участвовать во второй лиге чемпионата России. Затем два года работал помощником тренера в «Заре» из Ленинск-Кузнецкого в первой российской лиге. Параллельно в этот период в команде играли Алексей Смертин и Сергей Кормильцев.
Из России вернулся на Украину, где тренировал мелитопольское «Торпедо». Затем переехал в Крым. Находясь в поиске работы, играл за птицефабрику «Южная», после чего в игре в Урожайном встретился впервые с Александром Павловичем Гнатюком. Гнатюк познакомил Шудрика с Александром Васильевым, который в то время занимался организацией футбольного клуба «Крымтеплица». После знакомства было принято решение о приходе тренера в новый клуб.
Шудрик привёл в команду Сергея Аверина, Александра Сокоренко и других. Под руководством этого тренера в 2000 году и 2001 году «Крымтеплица» стала чемпионом Украины среди сельских команд. В 2001 году завоевала бронзовые медали чемпионата Крыма, уступив только командам «Саки» и симферопольской «Данике». В 2002 году стала победителем чемпионата Крыма, никому не проиграв за весь сезон. В зимнем турнире Кубка памяти Виктора Юрковского «Крымтеплица», являясь любительским коллективом, стала финалистом.
В 2004 году по просьбе Сергея Куницына Шудрик принялся за создание команды в Красноперекопске. В первом же сезоне «Химик» выиграл чемпионат Крыма. Ставший вторым симферопольский «Элим» отстал на девять очков, статистические показатели «Химика» впечатляли: 76 очков из 84 возможных. В мае 2005 года «Химик» выиграл Кубок АРК: в финале команда из Красноперекопска победила севастопольский «КАМО» — 4:0. В том же году «Химик» был заявлен во вторую лигу, где по итогам чемпионата занял шестое место. В 2006 году команда сотворила сенсацию, обыграв в Кубке Украины представителя высшей лиги — киевский «Арсенал» 2:1.
После «Химика» Шудрик несколько месяцев работал в тренерском штабе Ростислава Лысенко «ИгроСервисе», откуда ушёл после увольнения главного тренера. В сезоне 2008/09 тренировал мелитопольский «Олком». Во время его работы состоялся трансфер Константина Дудченко из скромного «Олкома» в киевское «Динамо».
В 2010 году был приглашён в «Таврию». Тренировал «молодёжку» симферопольцев. В 2011 году после поражения в Мариуполе 1:5 сменил Валерия Петрова на тренерском мостике команды Премьер-лиги.
С 2011 года — тренер клубов Крыма. С 2014 по 2016 год тренировал «Крымтеплицу». В августе 2016 года возглавил ФК «Рубин-Ялта».
В апреле 2019 года возглавил ялтинский «Инкомспорт». С 2021 по 2023 год являлся главным тренером молодёжненского клуба «Спарта-КТ».
С июля 2023 года — главный тренер клуба «Алустон-ЮБК».